# Main Event der World Series of Poker 2004
Das Main Event der World Series of Poker 2004 war das Hauptturnier der 35. Austragung der Poker-Weltmeisterschaft in Las Vegas.

## Turnierstruktur

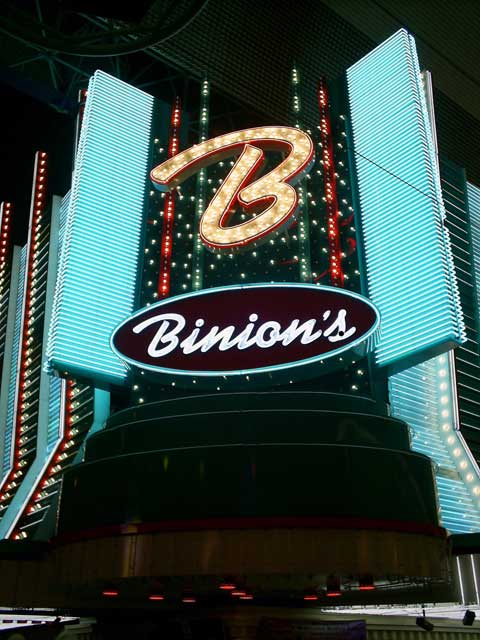
Das Binion’s Horseshoe in Las Vegas

Das Hauptturnier der World Series of Poker in No Limit Hold’em startete am 22. Mai und endete mit dem Finaltisch am 28. Mai 2004. Ausgetragen wurde das Turnier zum letzten Mal im Binion’s Horseshoe in Las Vegas. Die insgesamt 2576 Teilnehmer mussten ein Buy-in von je 10.000 US-Dollar zahlen, für sie gab es 226 bezahlte Plätze. Beste Frau war Rose Richie, die den 98. Platz für 20.000 Dollar belegte.

## Deutschsprachige Teilnehmer
Folgende deutschsprachige Teilnehmer konnten sich im Geld platzieren:
| Platz | Herkunft    | Spieler             | Preisgeld (in $) |
| ----- | ----------- | ------------------- | ---------------- |
| 015   | Deutschland | Eduard Scharf       | 275.000          |
| 091   | Schweiz     | Phillip Marmorstein | 020.000          |
| 112   | Osterreich  | Markus Feurle       | 015.000          |

## Finaltisch

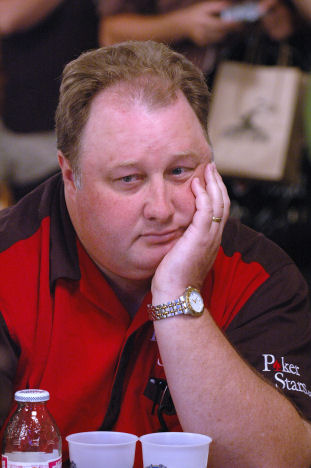
Greg Raymer (2006)

Der Finaltisch wurde am 28. Mai 2004 ausgespielt. In der finalen Hand gewann Raymer mit 8♠ 8♦ gegen Williams mit A♥ 4♠.
| Platz | Herkunft           | Spieler           | Preisgeld (in $) |
| ----- | ------------------ | ----------------- | ---------------- |
| 1     | Vereinigte Staaten | Greg Raymer       | 5.000.000        |
| 2     | Vereinigte Staaten | David Williams    | 3.500.000        |
| 3     | Vereinigte Staaten | Josh Arieh        | 2.500.000        |
| 4     | Vereinigte Staaten | Dan Harrington    | 1.500.000        |
| 5     | Vereinigte Staaten | Glenn Hughes      | 1.100.000        |
| 6     | Vereinigte Staaten | Al Krux           | 0.800.000        |
| 7     | Vereinigte Staaten | Matt Dean         | 0.675.000        |
| 8     | Schweden           | Mattias Andersson | 0.575.000        |
| 9     | Vereinigte Staaten | Michael McClain   | 0.470.400        |